# Carepalxis ferreirasousai
Espèce
Carepalxis ferreirasousai est une espèce d'araignées aranéomorphes de la famille des Araneidae.

## Distribution
Cette espèce est endémique d'Australie. Elle se rencontre en Australie-Méridionale, en Australie-Occidentale, en Nouvelle-Galles du Sud, dans le Territoire de la capitale australienne et au Victoria.

## Description
La femelle holotype mesure 6,8 mm, les femelles mesurent de 6,0 à 6,8 mm.

## Systématique et taxinomie
Cette espèce a été décrite par Castanheira, Dimitrov, Baptista, Scharff et Framenau en 2025.

## Étymologie
Cette espèce est nommée en l'honneur de Leonardo Ferreira Sousa.

## Publication originale
- Castanheira, Dimitrov, Baptista, Scharff & Framenau, 2025 : « Taxonomy and systematics of the Australasian gum nut orb-weaving spider genus Carepalxis (Araneae, Araneidae). » Invertebrate Systematics, vol. 39, no IS25009, p. 1-45.